# Satoshi Ōkura
Satoshi Ōkura (jap. 大倉 智 Ōkura Satoshi; ur. 22 maja 1969) – japoński piłkarz występujący na pozycji napastnika.

## Kariera klubowa
Od 1992 do 1997 roku występował w klubach Kashiwa Reysol, Júbilo Iwata i Brummell Sendai.